# Анџута
Анџута је интегрисано развојно окружење написано за пројекат Гном. 
Она Подржава C, C++, Јава, ЈаваСкрипт, Пајтон и Вала програмске језике. Уобичајено се налази на инсталационим дисковима великих Линукс дистрибуција, као што су Убунту, опенСУСЕ, Федора, Мандрива Линукс.

## Анџута ДевСтудио (2.x)
Циљ Анџута ДевСтудија је да обезбеди прилагодљив и прошириви ИРО оквир и да истовремено пружи имплементације обичних развојних алата. Либанџута је оквир који остварује Анџута ИРО плагин оквир, a Анџута ДевСтудио остварује многе опште развојне плагинове.
Интегрише програмске алате као што су Glade Interface Designer и Devhelp API претраживач за помоћ.

## Особине
Anjuta features:
- интерактивни дебагер направљен преко ГНУ и интегративног компилатора;
- уређивача изворног кода са изворним претраживањем;
- завршавање кода и истицање синтаксе;
- пројектни менаџмент;
- апликациони чаробњаци;
- верзију интеграције система контроле.

## Рецепција
Немачки магазин LinuxUser је препознао Анџуту 1.0.0 (објављену 2002. године) као добар корак ка повећању изворних ГНОМ/ГТК апликација, наводећи да апликација има веома интутуитивни ГКИ и веома корисне карактеристике.